# Дмитриева, Татьяна Александровна
Татьяна Александровна Дмитриева (до 2022 — Романова; род. 9 сентября 1994, Казань) — российская волейболистка, связующая. Мастер спорта России международного класса.

## Биография
Волейболом Татьяна Романова начала заниматься в ДЮСШ «Юность» города Казани, а после образования в 2010 в структуре ВК «Динамо-Казань» молодёжной команды была включена в её состав, за который играла на протяжении двух сезонов (параллельно за три сезона провела три матча и за основную команду клуба). После года, проведённого в Волгодонске на правах аренды, вернулась в «Динамо-Казань» и в 2015 стала чемпионкой России. В 2015—2017 выступала за подмосковное «Заречье-Одинцово», а в 2017—2020 является игроком «Уралочки-НТМК», в составе которой в 2018 выиграла «бронзу» чемпионата России. В 2020 заключила контракт с московским «Динамо», где стала основной связующей. Со временем потеряла игровую практику и в феврале 2024 года перешла на правах аренды в клуб «Енисей».
В 2012 в составе молодёжной сборной России Романова принимала участие в чемпионате Европы, а в 2013 — в чемпионате мира.
В июне 2017 волейболистка дебютировала в национальной сборной России, с которой стала серебряным призёром Кубка Ельцина. В июле того же года участвовала в розыгрыше Гран-при. В 2018 новый главный тренер сборной Вадим Панков также привлёк Романову к выступлениям за национальную команду. В первом розыгрыше Лиги наций сборная провела 15 матчей и во всех Романова неизменно выходила в стартовом составе. В сентябре-октябре того же года Романова приняла участие в чемпионате мира в Японии. В сентябре 2019 волейболистка стала бронзовым призёром Кубка мира.

### Клубная карьера
- 2010—2013 —  «Динамо-Казань»-2 (Казань);
- 2011—2013 —  «Динамо-Казань» (Казань);
- 2013—2014 —  «Импульс-Спорт» (Волгодонск);
- 2014—2015 —  «Динамо-Казань» (Казань);
- 2015—2017 —  «Заречье-Одинцово» (Московская область);
- 2017—2020 —  «Уралочка-НТМК» (Свердловская область);
- 2020—2024 —  «Динамо» (Москва);
- 2024 —  «Енисей» (Красноярск);
- с 2024 —  «Локомотив» (Калининград).

## Достижения

### С клубами
- 3-кратная чемпионка России — 2015, 2023, 2025;
  - серебряный призёр чемпионата России 2021;
  - 4-кратный бронзовый призёр чемпионатов России — 2018, 2019, 2020, 2022.
- 3-кратный победитель розыгрышей Кубка России — 2022, 2023,  2025;
  - серебряный (2020) и бронзовый (2021) призёр розыгрышей Кубка России.
- обладатель Суперкубка России 2023.
- серебряный призёр молодёжной лиги чемпионата России 2013.

### Со сборными
- бронзовый призёр Кубка мира 2019.
- двукратный серебряный призёр Кубка Бориса Ельцина — 2017, 2018.
- чемпионка Всероссийской Спартакиады 2022 в составе сборной Москвы.

## Личная жизнь
В 2022 году вышла замуж за волейболиста Семёна Дмитриева.